# Гатино, Николя
Николя Гатино, сеньор Дюплесси (фр. Nicolas Gatineau sieur Duplessis; 1627 — 1689) — промышленник из Французской Канады, в честь которого названы река и город.

## Биография
Получил хорошее образование. Первоначально служил нотариусом и поверенным фактории Compagnie des Cents Associés, затем правительственным клерком и нотариусом в Труа-Ривьере, и в конце концов стал судьёй-прево и торговцем мехом в Ка-де-ла-Мадлен (Cap-de-la-Madeleine).
Был женат на Мари Кревье, которая родила ему 6 детей:
- Николя Гатино-младший (1664—1700)
- Маргерит (1666—1703)
- Жанна-Рене (1667-)
- Жан-Батист (1671—1750)
- Мадлен (1672—1747)
- Луи (1674—1750)

По своим торговым делам Гатино часто сплавлялся по реке Оттава и её притоку, который позднее получил название «Гатино» в честь него и троих его сыновей, основавших факторию в устье реки.